# Финкельштейн, Эми
Эми Финкельштейн (Amy Nadya Finkelstein; род. 2 ноября 1973, Нью-Йорк) — американский экономист.
Профессор Массачусетского технологического института, член Национальных Академии наук (2018) и Медицинской академии (2009) США.

## Биография
Окончила Гарвардский университет (бакалавр управления summa cum laude), где училась в 1991—1995 годах. Получила степень магистра экономики в Оксфордском университете, где училась как стипендиат Маршалла в 1995—1997 годах, а также степень доктора философии по экономике — в Массачусетском технологическом институте (научный руководитель профессор Джеймс Потерба), где занималась для этого в 1998—2001 годах.
В 1997—1998 годах экономист в штате Совета экономических консультантов в Вашингтоне. В 2001—2002 годах приглашённый учёный в Национальном бюро экономических исследований в Кембридже (Массачусетс). В 2002—2005 годах младший фелло Harvard Society of Fellows. C 2005 года в Массачусетском технологическом институте: первоначально ассистент-профессор, с 2007 года ассоциированный профессор с постоянным контрактом, с 2008 года профессор экономики, с 2012 года именной (Ford Professor, а с 2016 года — John & Jennie S. MacDonald Professor). В 2010—2011 годах приглашённый профессор экономики Школы бизнеса им. Бута. В 2015—2016 годах фелло Becker Friedman Institute.
Член Американской академии искусств и наук (2012), фелло Эконометрического общества (2012).
C 2017 года редактор-основатель American Economic Review: Insights. С 2014 года ассоциированный редактор Journal of Economic Perspectives.
Одна из наиболее известных работ — «The Aggregate Effects of Health Insurance: Evidence from the Introduction of Medicare» (2007).
Муж — профессор МТИ Бенджамин Олкен.

## Награды и отличия
- Ernst Meyer Prize, Женевская ассоциация (2003)
- Robert Wood Johnson Foundation[англ.] Scholar in Health Policy Award (2004)
- CESifo Distinguished Research Affiliate Award (2006)
- Eugene Garfield Award, Research!America (2006)
- Стипендия Слоуна (2007—2009)
- Исследовательская премия Элейн Беннетт (2008)
- TIAA-CREF Paul A. Samuelson Award (2008)
- Presidential Early Career Award for Scientists and Engineers[англ.] (2009)
- Медаль Джона Бейтса Кларка, Американская экономическая ассоциация (2012)[10]
- Excellence in Refereeing Award, American Economic Review[англ.] (2013)
- HSR Impact Award, AcademyHealth[англ.] (2013)
- Arrow Award for Best Paper in Health Economics, iHEA (2013)
- Hicks-Tinbergen Award[англ.] (2014)
- ASHEcon Medal (2014)
- Achievement in Applied Retirement Research Award, Retirement Income Industry Association (2016)
- Стипендия Мак-Артура (2018)